# Апелляционный суд Англии и Уэльса
Его величества Апелляционный суд в Англии (англ. His Majesty’s Court of Appeal in England) является судом наиболее высокого уровня из Высших судов Англии и Уэльса и вторым в правовой системе Англии и Уэльса после Верховного суда Соединённого Королевства. Апелляционный суд был создан в 1875 году и сегодня состоит из 39 лордов апелляционных судей и леди апелляционных судей.
Суд состоит из двух отделов, уголовного и гражданского, возглавляемых лордом главным судьёй и магистром списков и отчетов канцелярии Англии соответственно. Апелляции по уголовным делам рассматриваются в Уголовном отделе, а гражданские апелляции — в Гражданском отделе. Уголовная палата рассматривает апелляции Королевского суда, а Гражданская палата рассматривает апелляции окружного суда, Высокого суда и Суда по семейным делам. Разрешение на подачу апелляции обычно требуется либо от суда низшей инстанции, либо от самого Апелляционного суда; и с разрешения дальнейшая апелляция может быть подана в Верховный суд.
Апелляционный суд рассматривает только апелляции других судов или трибуналов. Апелляционный суд состоит из двух палат: Гражданская палата рассматривает апелляции от Высокого суда и окружного суда и некоторых вышестоящих судов, а Уголовная палата может рассматривать только апелляции от Королевского суда, связанные с судебным разбирательством по обвинительному акту (то есть серьёзное правонарушение). Его решения обязательны для исполнения всеми судами, включая его самого, за исключением Верховного суда.